# Едуард Август фон Регель
Едуард Август фон Регель (нім. Eduard August von Regel, рос. Эдуард Людвигович Регель) — німецький ботанік і садівник. Член-кореспондент Петербурзької академії наук. Таємний радник (з 1887 року).
Автор численних досліджень флори Східного Сибіру, Середньої Азії, Сахаліну, Уссурійського краю. Їм описано понад 1 000 видів рослин, опубліковані монографії з систематики родів Цибуля (Allium), Тюльпан (Tulipa), Зірочки (Gagea), Береза (Betula) та інших. Регель одним з перших став займатися вивченням систематики флори Туркестану за колекціями, які зібрали і доставили російські мандрівники.
Протягом майже 37 років (1855—1892) Регель був співробітником, а з 1875 року і до кінця життя — директором Імператорського ботанічного саду в Санкт-Петербурзі.
Батько Альберта Регеля, Арнольда Регеля, Василя Регеля і Роберта Регеля.

## Біографія
Едуард Август фон Регель народився 13 серпня 1815 року в місті Гота (герцогство Саксен-Гота-Альтенбург) у сім'ї теолога Фрідріха Людвіга Андреаса Регеля. Крім Едуарда в родині було ще 10 дітей. Навчався в Готської гімназії і вже в той час у вільні години займався садівництвом, якому присвятив потім все своє життя. Закінчивши гімназію, Регель став учнем ботаніка в оранжереях герцога Готського.
З 1832 по 1837 рік був волонтером у ботанічному саду Геттінгенського університету і вивчав ботаніку під керівництвом професора Ф. Бартлінга.
У 1837—1839 роках навчався в Боннському університеті та одночасно працював садівником у Боннському ботанічному саду. У 1839—1842 роках працював у Королівському ботанічному саду Берліна. Робота, написана ним в цей час, «Фізіологічне пояснення робіт з садівництва», дала йому популярність і місце головного садівника в ботанічному саду Цюриху (1842). Тут він отримав вчений ступінь доктора філософії і читав лекції в місцевому університеті.
У 1852 році Регель заснував ботанічний журнал «Gartenflora», в якому опублікував безліч робіт з описом нових видів рослин. Разом з Освальдом Геером видавав «Швейцарський журнал для сільського господарства і садівництва» (нім. Schweizerische Zeitschrift für Land und Gartenbau).
Восени 1855 року Регель прибув до Санкт-Петербурга і став працювати в Імператорському ботанічному саду, де посів місце директора з наукових питань і садової частини. Регель не тільки підняв ботанічний сад на висоту одного з кращих садів Європи, а й надав величезні послуги російському садівництву взагалі. У 1871 році Регель за завданням ботанічного саду, головним ботаніком якого він у той час був, зробив тривалу поїздку по країнах Західної Європи з метою вивчення досвіду роботи зарубіжних ботанічних садів, а також задля придбання рослин для потреб сада. Він відвідав Німеччину, Англію, Бельгію, Францію, Австрію, Швейцарію та Італію, зібрав сам в ботанічних екскурсіях 240 видів рослин і придбав, переважно в обмін, 980 видів.
Їм засновані: ботанічний музей і ботанічна лабораторія при саді, акліматизаційний сад в Петербурзі, метою якого була акліматизація плодових і декоративних дерев і чагарників, Імператорське російське товариство садівництва, в якому він був віце-президентом, кілька спеціальних журналів з садівництва, які сам редагував.
У 1872—1874 роках за проектом Регеля і під його керівництвом був створений Адміралтейський сад в Санкт-Петербурзі.
Помер 27 квітня 1892 року в Санкт-Петербурзі, похований на Смоленському лютеранському цвинтарі.

## Названі на честь Едуарда фон Регеля
На честь Регеля названі роди рослин Regelia Schauer — Регелея родини Миртові (Myrtaceae) і Neoregelia L.B.Sm. — Неорегелія родини Бромелієві (Bromeliaceae).

## Деякі наукові роботи
- Allgemeines Gartenbuch. — Zürich, 1855, 1868. — Т. 1, 2. (лат.)
- Monographia Betulacearum… — 1861. (лат.)
- Tentamen florae ussuriensis. — 1861. (лат.)
- Русская помология, или описание признаков и способ разведения сортов плодовых растений…, ч. 1—2. — СПб., 1868. (рос.)
- Animandversioes de Plantis vivis nonnulis Horti Botanici Imperialis Petropolitani (лат.) // Тр. Имп. С.-Петерб. бот. сада. — 1871—1872. — Vol. I, fasc. I. — P. 91—100.
- Revisio specierum Crataegorum, Dracaenarum, Horkeliarum, Laricum et Azalearum (лат.)) // Тр. Имп. С.-Петерб. бот. сада. — 1871—1872. — Vol. I, fasc. I. — P. 103—164.
- Plantae a Burmeistero prope Uralsk collectae (лат.) // Тр. Имп. С.-Петерб. бот. сада. — 1872. — Vol. I, fasc. II. — P. 253—256.
- Путеводитель по Императорскому С.-Петербургскому ботаническому саду. — СПб.: Типогр. В. В. Пратс, 1873. — 147 с. (рос.)
- Alliorum adhuc cognitorum monographia. — 1875. (лат.)
- Содержание и воспитание растений в комнатах, ч. 1—2. — 7-е изд. — 1898—1904. (рос.)
- Русская дендрология, или перечисление и описание древесных пород и многолетних вьющихся растений…, вып. 1—2. — 2-е изд. — СПб., 1883—1889. (рос.)
- Однолетние и двухлетние цветущие растения… — 3-е изд. — СПб., 1885. (рос.)